# Horton (film)
Horton (titlu original: Horton Hears a Who!) este un film 3D de animație din anul 2008 produs de studioul Blue Sky Studios și distribuit de 20th Century Fox. Filmul a avut premiera pe 11 aprilie 2008 în România.